# Xavier Garcia i Soler
Xavier Garcia i Soler (Vilanova i la Geltrú, Garraf 1919 - la Llacuna, Anoia 1998) fou un escriptor i promotor cultural català.

## Biografia
Fou alumne de l'Escola Pública dirigida pel mestre Vicente Sorni. El 1931 començà a estudiar comerç al col·legi Samà. També inicià estudis d'anglès i d'italià, que amplià i perfeccionà a Barcelona després de la Guerra Civil, mentre feia el servei militar.
S'inicià en el món laboral al despatx del procurador dels tribunals, Josep M. Foradada, treball que compaginà amb la formació. Assidu de l'Ateneu, assistí a les classes d'esperanto de les germanes Teresa i Eulàlia Rosell. Posteriorment s'incorporà a la Federació de Joves Cristians de Catalunya i fou corresponsal del Diari de Barcelona i d'El Matí. El dia de Sant Jordi de 1936 s'estrenà a la premsa local, al setmanari catòlic La Defensa.
Durant la Guerra Civil es vinculà al Bloc Escolar Nacionalista, el qual propagava el catalanisme a la Universitat; a través del Bloc. L'any 1937 participà en diverses emissions a Ràdio Vilanova, en les quals parlava de temes i personalitats de Catalunya. També publicà alguns articles al Full Oficial del Consell Municipal, des del juny de 1937 fins al març de 1938, quan s'hagué d'incorporar al front de guerra, a les zones de Lleida i dels Pirineus. El febrer de 1939 fou conduït al camp de concentració de Vernet d'Arieja, al sud de França, d'on sortí el setembre següent, posteriorment, passà un mes a la presó de Vilanova, a causa d'una delació per haver fet els programes de ràdio esmentats. En sortir, va voler deixar constància dels records recents, i començà a escriure el llibre La meva guerra 1936-1939, que no pogué publicar fins al 1974.
El juny de 1940, en consell e guerra celebrat a l'Ajuntament de Vilanova, contra ell i altres quaranta persones de la ciutat i de la comarca, l'acusaren d'haver escrit contra el Movimiento Nacional; la sentència li fixà una pena de sis anys i un dia de presó, però en ser menor d'edat en el moment del delicte no hagué de complir-la. A mitjans de 1942, fou cridat de nou per complir el servei militar, que realitzà a Barcelona, exercint de secretari al jutjat del Regiment. A causa de la mort del seu pare, el 1943 pogué acabar el servei un any abans del previst.
La seva vocació periodística es veié trencada a causa de la Guerra Civil, ja que després no volgué col·laborar a la premsa del règim franquista i abandonà aquesta activitat. El 1944 entrà a les oficines de Pirelli. La tardor del mateix any, amb un grup d'amics, constituïren la Secció Folklòrica, integrada a la Unió Vilanovesa. Els anys 1945 i 1946 organitzaren els primers concursos de colles sardanistes a Vilanova. Malgrat el clima advers i la prohibició d'algunes activitats, la Secció Folklòrica no desaparegué, sinó que es consolidà. En tenir restringides les activitats a Vilanova, es lliurà a la preparació de les Festes d'Entronització de la Mare de Déu de Montserrat, el 27 d'abril de 1947, de la qual Xavier Garcia fou nomenat cap de la propaganda de la comarca, càrrec del qual, segons diu ell mateix, hagué de dimitir per imposició de l'autoritat governativa.
El 1949 conegué Guillem Rovirosa, fundador de la HOAC (Germandat Obrera d'Acció Catòlica), i s'adherí a aquest moviment obrer cristià, del qual fou un dels promotors a Vilanova i un actiu propagandista i activista. Hi tingué una gra dedicació. Publicà nombrosos articles al Boletín de la HOAC, que s'editava a Madrid; també tingué una participació directa, des de 1961 a 1969, en l'Almanac HOAC, que editava l'equip de Manresa.
El 1950 començà a fer classes d'idiomes a l'Acadèmia Soler, activitat que portà a terme durant vint-i-cinc anys. El 1955 inicià l'ensenyament de la llengua catalana en entitats excursionistes i culturals, centres parroquials i empreses.
A partir de 1972 portà a terme una labor important com a publicista, biògraf i historiador. Aquest any publicà el primer llibre, escrit uns quants anys abans; després en seguiren alguns altres. Les obres publicades han estat les següents: Vilanova i la Geltrú i el seu gran Carnaval (1972), La meva guerra (1936-1939) (1974); Rovirosa. Comunitarisme integral: la revolució cristiana dintre del poble (1977), finalista al premi Aedos de Biografia catalana; La vida marinera a Vilanova i la Geltrú (1980), premi Catalònia 1978; Ràdio Vilanova. EAJ 35. Ressò del país, testimoni d'un temps (1982); Joan Magrinyà. Dansa viva (1983); La Secció Folklòrica de Vilanova i la Geltrú: una contribució al redreçament cultural del poble després de la desfeta (1985) en col·laboració amb Àngel Olivé Gatell; Ricard Vives i Sabaté. Una vida per als goigs (1991); i la seva memòria personal, Memòria i confessió (1992).
L'any 1978, fou un dels fundadors del Museu del Mar, per al qual dirigí durant deu anys la revista anual La nostra mar. Membre de l'Associació d'Escriptors en Llengua Catalana (AELC), l'any 1996 la Generalitat de Catalunya li atorgà la Creu de Sant Jordi i l'Ajuntament de Vilanova l'honorà amb la medalla de la Ciutat.

## Obres[4]
- Vilanova i la Geltrú i el seu gran Carnaval (1972)
- La meva guerra (1936-1939) (1974), reeditat el 2013[5]
- Rovirosa : comunitarisme integral : la revolució cristiana dintre el poble (1976), finalista al premi Aedos de Biografia catalana
- Joan Magrinyà, dansa viva. (1983)
- Dietari d'anar passant (1987-2002) (2002)
- Memòria i confessió (1992)
- El gran Carnaval de Vilanova i la Geltrú. (1972)
- La vida marinera a Vilanova i la Geltrú (1980)
- Ràdio Vilanova: ressò del país, testimoni d'un temps (1982)
- Albalate, poeta pregon, un dels grans vilanovins (1984)
- La Secció Folklòrica de Vilanova i la Geltrú : una contribució al redreçament cultural del poble després de la desfeta. (1985)
- Ricard Vives i Sabaté. Una vida per als goigs (1991)
- Memòria i confessió (1992)
- Joan Montamat, una pagesia a la Ribera d’Ebre (2022)[6]